# Neue Westfälische
 (avril 2024).
Si vous disposez d'ouvrages ou d'articles de référence ou si vous connaissez des sites web de qualité traitant du thème abordé ici, merci de compléter l'article en donnant les références utiles à sa vérifiabilité et en les liant à la section « Notes et références ».
Le Neue Westfälische est un journal quotidien allemand local diffusé dans la Westphalie-de-l'Est-Lippe.

## Histoire
Après Öffentlichen Anzeigen des Distriktes Bielefeld, fondé en 1811, le Neue Westfälische est né le 3 juillet 1967 de la fusion du Westfälische Zeitung avec Freie Presse. Le Neue Westfälische s'inscrit également dans la tradition du journal Volkswacht, qui paraît à Bielefeld de 1830 à 1933.
Depuis les années 2010, des collaborations sont conclues avec d'autres éditeurs de journaux régionaux dans divers domaines. En 2012, le NW fonde une agence de contenu multimédia avec Neue Osnabrücker Zeitung, qui avait déjà collaboré pour approvisionner la section Automobile et Voyage. Depuis octobre 2015, Neue Westfälische est approvisionnée en contenu national par RND Redaktionsnetzwerk Deutschland. En 2019, Neue Westfälische, Lippische Landes-Zeitung et Mindener Tageblatt fondent à Bielefeld la Redaktionsgemeinschaft der ostwestfälisch-lippischen Verlage, ou RG OWL en abrégé, une équipe éditoriale commune pour les contenus régionaux et nationaux. Depuis 2019,  Neue Westfälische échange des contenus sportifs locaux avec son plus grand concurrent, Westfalen-Blatt. En novembre 2023, le directeur général Klaus Schrotthofer explique à la rédaction qu'à partir du deuxième trimestre 2024, les pages de couverture prêtes à imprimer devraient être livrées par RedaktionsNetzwerk Deutschland. La taille de la rédaction de l'entreprise sera donc considérablement réduite : les rédacteurs de Bielefeld n'auront une influence totale que sur deux pages régionales et sur les sports régionaux.
Le journal était imprimé par sa propre filiale Kuester-Pressedruck GmbH & Co. KG jusqu'au 31 mai 2021. Depuis le 1er juin 2021, il est imprimé à Osnabrück et dans le quartier de Schaumburg à la suite de sa fermeture.

## Éditions locales
- Bad Oeynhausener Kurier/Löhner Nachrichten : Bad Oeynhausen, Löhne
- Bielefelder Tageblatt : Bielefeld, Leopoldshöhe, Oerlinghausen, Schloß Holte-Stukenbrock
- Bünder Tageblatt : Bünde, Kirchlengern, Rödinghausen
- Gütersloher Zeitung : Gütersloh, Harsewinkel, Herzebrock-Clarholz, Langenberg, Rheda-Wiedenbrück, Rietberg, Verl
- Haller Kreisblatt : Borgholzhausen, Halle (Westf.), Steinhagen, Versmold, Werther (Westf.)
- Herforder Kreisanzeiger : Enger, Herford, Hiddenhausen, Spenge, Vlotho
- Kreiszeitung für Höxter und Warburg : Bad Driburg, Beverungen, Borgentreich, Brakel, Höxter, Marienmünster, Nieheim, Steinheim, Warburg, Willebadessen
- Lippische Landes-Zeitung : Augustdorf, Bad Salzuflen, Barntrup, Blomberg, Detmold, Dörentrup, Extertal, Horn-Bad Meinberg, Kalletal, Lage, Lemgo, Lügde, Schieder-Schwalenberg, Schlangen
- Mindener Tageblatt : Hille, Minden, Petershagen, Porta Westfalica
- Paderborner Kreiszeitung : Altenbeken, Bad Lippspringe, Borchen, Büren, Delbrück, Hövelhof, Lichtenau, Paderborn, Salzkotten, Bad Wünnenberg
- Zeitung für das Lübbecker Land : Espelkamp, Hüllhorst, Lübbecke, Preußisch Oldendorf, Rahden, Stemwede